# فرشته‌ماهی نیمه‌نواری
فرشته‌ماهی نیمه‌نواری (نام علمی: Genicanthus semifasciatus) نام یک گونه از سرده فرشته‌ماهی‌های چنگی است.